# آشوت میناسیان (فرد نظامی)
آشوت هراندی میناسیان (ارمنی: Աշոտ Հրանտի Մինասյան؛  زادهٔ ۱ ژانویهٔ ۱۹۶۰) فرد نظامی، سیاستمدار اهل ارمنستان است. 

## زندگی‌نامه
وی در ۱ ژانویهٔ ۱۹۶۰ در سیسیان به دنیا آمد . همچنین برندهٔ جوایزی همچون مدال گارگین نژده، نشان صلیب رزمی (درجه دو ارمنستان) (۲۰۱۲) و نشان خدمت رزمی (درجه دو) (۲۰۰۹) شده است.

## یادداشت
1. ↑  Հայաստանի Ֆինանսների նախարարության Սյունիքի տարածաշրջանային մաքսատան պետ